# Osm talentů éry Ťia-ťing
Osm talentů éry Ťia-ťing (čínsky v českém přepisu Ťia-ťing pa cchaj-c’, pchin-jinem Jiājìng bā cáizǐ, znaky 嘉靖八才子) je označení pro osm básníků a spisovatelů působících v první polovině 16. století v mingské Číně. 

## Historie
Osm talentů éry Ťia-ťing byli:
- Li Kchaj-sien (李開先, 1502–1568);
- Wang Šen-čung (王慎中, 1509–1559);
- Tchang Šun-č’ (唐順之, 1507–1560);
- Čchen Tung (陳東, ťin-š’ 1529);
- Čao Š’-čchun (趙時春, 1509–1567);
- Siung Kuo (熊過, 1506–1565);
- Žen Chan (任瀚, 1502–1592);
- Lü Kao (呂高, 1544–?).

Osm talentů byla skupina spisovatelů, básníků a dramatiků tvořících za vlády mingského císaře Ťia-ťinga (vládl 1521–1567), nejvýznamnější z nich byli první tři, Li Kchaj-sien, Wang Šen-čung a Tchang Šun-č’. Patřili k autorům, kteří si za literární vzor brali literáty tchangského a sungského období. Přitom stáli v opozici vůči převažujícímu proudu soudobé literatury vedeným sedmi dřívějšími mingskými mistry, který si v próze cenil nad jiné chanské autory a v poezii tchangské a starší básníky. Směr sedmi mistrů mělo osm talentů za imitátory vzdálené pravému emociálnímu výrazu, kterého chtěli dosáhnout v poezii i próze.